# 陆让
陆让（549年—610年1月30日至2月28日之间），吴郡吴县（今江苏省苏州市）人，出自吴郡陆氏太尉枝，北周、隋朝官员。

## 生平
保定五年（565年），陆让以左侍上士为起家官，建德三年（574年）时任少御伯，又转任少纳言。建德五年（576年），陆让跟随周武帝东征北齐，升任使持节、仪同大将军，封安泽县开国侯，食邑八百户。宣政元年（578年），陆让加特进，封安泽县开国公，增加食邑二百户，升任大纳言。开皇元年（581年），隋文帝诏令陆让出任广州诸军事、广州刺史。开皇七年（587年），陆让升任文州诸军事、文州总管。开皇十三年（593年），陆让出任显州诸军事、显州刺史。大业五年（609年），陆让出任光禄卿，大业六年（610年）正月，陆让在河南郡洛阳县私人住宅中去世，虚岁六十二，同年二月葬于长安县高陵原，贞观十七年岁次癸卯十一月丁未六日壬寅（644年1月11日）改葬于雍州三原县，其碑由太子洗马兰陵萧钧撰写，太原郭俨书写。

## 家庭

### 六世祖
- 陆载，随刘义真镇守关中，失陷于赫连氏，后在北魏为官[3]

### 曾祖
- 陆侨，北魏冠军将军、营州刺史[3]

### 祖父
- 陆政，北周骠骑大将军、仪同三司、恒泾二州刺史，中都献公[3]

### 父母
- 陆通，北周八柱国、左光禄大夫、侍中、大司马、大司寇、大司徒、秦襄陕三州总管、绥德定公[3]
- 宇文氏

### 兄弟姐妹
- 陆亮，北周骠骑大将军、宜州刺史、都昌县子
- 陆远，北周大都督
- 陆贤，北周都督、开国伯
- 陆义，北周开府仪同三司
- 陆达
- 陆文略
- 步六孤须蜜多，嫁北周柱国、谯国公宇文俭，封谯国夫人

### 夫人
- 陇西李氏，魏国公李弼孙女，大将军、赵郡公李晏之女[5]，唐朝贞观十七年岁次癸卯十□月丁未六日壬寅（644年1月11日）与陆让合葬[3]

### 子女
- 陆某，□政县县令[3]
- 陆善宗，唐朝驾部郎中、使持节、德光怀三州刺史、洛州长史、上柱国、延陵县公[6][7]
- 陆氏，嫁王世充内史令长孙安世